# Schönthal (Oberpfalz)
Schönthal este o comună aflată în districtul Cham, landul Bavaria, Germania.